# Мищук, Александр Александрович
Алекса́ндр Алекса́ндрович Мищу́к (22 апреля 1977, Москва) — российский футболист. Наиболее ярко себя проявил в Финляндии и даже получал предложение выступать за сборную Финляндии.

## Биография
Александр Мищук всё детство провёл в динамовской школе, а когда выпустился, то его взяли в дубль. Постоянно играл в дублирующих и фарм-клубах динамовцев Москвы, но за первую команду так и не вышел ни разу, всё время был запасным. Всего же в период с 1993 по 1999 провёл 214 матчей. В 1999 году хотел перебраться вместе с женой в Финляндию, так как она имела финское гражданство и категорически не хотела оставаться в России. Стал искать варианты в Финляндии и подписал предварительный контракт с «Йокеритом», но когда приехал в команду, там уже был другой тренер, который был из Нидерландов, с которым у Мищука отношения сразу не сложились. После чего Мищук собрал вещи и вернулся в Россию, где провёл полгода, играя за «Кубань» до лета 2001 года. Летом 2001 года после разговора с Долматовым, по обоюдному согласию контракт с клубом был расторгнут. После чего вернулся в Финляндию, но уже в другой клуб — «Атлантис», с которым сразу же выиграл Кубок страны. После сезона Мищук решил остаться и подписал контракт на два сезона. Через два года поехал на север страны — в «ТП-47». Но в конце сезона менеджер клуба, который был русским, но уже много лет жил в Финляндии, стал предъявлять претензии, что игроки сдают матчи. Причём в сдаче игр обвинял только русских футболистов и разогнал полкоманды, и в первую очередь всех русскоговорящих игроков. Всего же за 3 сезона с 2001 по 2004 он провёл в чемпионате Финляндии 68 матчей. Мищук снова вернулся на родину и уехал в «Анжи». В клубе он играл мало, так как тренер больше доверял Сергею Рыжикову. Зимой вернулся в Финляндию, в «Атлантис» в Первую лигу.
В 2012 году играл за клуб четвёртого финского дивизиона «Мармиксен Куула» Хельсинки, с 2013 года — тренер в клубе третьего дивизиона «Мюллюпуро».

## Скандал с договорной игрой

### Преддверие скандала
Во втором туре чемпионата 2006 «Атлантис» встречался с ТП-47 — бывшей командой Мищука. По приезде на матч Мищук заметил, что его не включают в заявку на матч. Матч закончился со счётом 0:2 в пользу ТП-47. Во втором круге «Атлантис» встречался с ТП-47 дома. В преддверии игры у Мищука дала о себе знать тяжёлая травма — разрыв дисков спины — которую он получил в 2003, и до игры вратарь предупредил тренера о ней. После игры Мищук поехал к врачу, который подтвердил серьёзность повреждения. Окончание сезона проводил с травмой спины, которая давала периодически о себе знать.

### Игра с РОПС
24 сентября 2006 года состоялся матч между РОПС и «Атлантисом». Первый гол в матче «Атлантису» забили ещё до перерыва, после пенальти. По словам Мищука, на стадионе было очень холодно, у него заболела спина, поэтому пришлось в перерыве принять две таблетки. Второй мяч игроки «Атлантиса» пропустили на 50-й минуте. После этого Мищука заменили. Матч завершился со счётом 2:2.

### Скандал и судебное расследование
В самолёте на обратном пути Мищуку сообщили, что завтра будет тренировка. По дистрибьютерскому соглашению с одной английской фирмой он поехал в Россию продавать вратарские перчатки. В понедельник Мищук сообщил по смс клубному тренеру по вратарям, что будет отсутствовать три дня, и тот дал согласие на отлёт. После выезда в Москву, на следующий день Мищуку позвонила жена и сказала, что его обвиняют в договорном матче и что из-за этого он «бежал» из страны. В четверг, по возвращении Мищука в Финляндию, СМИ стали утверждать, что на Betfair была сделана ставка 300 тысяч на РоПС, ставка была бы действительной только в том случае, если бы сумма денег, поставленных на победу противоположной команды, составляла те же 300 тысяч. Но на «Атлантис» никто такие деньги не ставил. В тот понедельник после игры с РоПС Мищук пошёл в банк и положил на карточку 1500, в получении которых от договорного матча обвиняли футболиста, чтобы в Москве расплатиться за коммунальные услуги. В декабре 2007 года суд Хельсинки приговорил Мищука к двум годам лишения свободы условно, дисквалификации на 19 месяцев и уплате штрафа в размере пяти с половиной тысяч евро за продажу игры «РоПс» — «Атлантис». Юридические услуги обошлись ему в 2.400 €. Этот скандал оборвал Мищуку карьеру: с начала нового сезона он должен был пополнить ряды футболистов «Петротреста» из Санкт-Петербурга.

## Достижения
- Обладатель кубка Финляндии 2001.

## Личная жизнь
В 1999 году в Москве познакомился с будущей женой, у которой было финское гражданство. В 2001, когда Мищук выступал в «Кубани», у него родился ребёнок.